# سوسن پرور
سوسن پرور (زادهٔ ۳۰ دی ۱۳۵۴ در اراک) بازیگر سینما، تلویزیون و تئاتر اهل ایران است. وی از سال ۱۳۷۲ بازی در تئاتر را آغاز کرده و در سال ۱۳۸۷ با سریال بزنگاه به شهرت رسید.

## فیلم‌شناسی

### سینما
| عنوان فیلم       | سال ساخت | کارگردان         |
| ---------------- | -------- | ---------------- |
| دایناسور         | ۱۴۰۳     | سید مسعود اطیابی |
| شوهر ستاره       | ۱۴۰۳     | ابراهیم ایرج‌زاد  |
| بوتاکس           | ۱۳۹۹     | کاوه مظاهری      |
| رد کارپت         | ۱۳۹۲     | رضاعطاران        |
| پشت در خبری نیست | ۱۳۸۹     | شبنم عرفی‌نژاد    |
| زندان زنان       | ۱۳۷۹     | منیژه حکمت       |

### مجموعه تلویزیونی
| سال  | عنوان فیلم           | کارگردان          |
| ---- | -------------------- | ----------------- |
| ۱۳۷۷ | بیست (سری اول)       | محمد حسن‌زاده      |
| ۱۳۸۶ | روزگار قریب          | کیانوش عیاری      |
| ۱۳۸۷ | بیست (سری دوم)       | محمد حسن‌زاده      |
| ۱۳۸۷ | بزنگاه               | رضا عطاران        |
| ۱۳۸۹ | خنده بازار           | شهاب عباسی        |
| ۱۳۸۹ | شیب تند              | محمد حسن‌زاده      |
| ۱۳۹۰ | میریم مسافرت         | حسین رفیعی        |
| ۱۳۹۰ | یار مهربان           | محمد حسن‌زاده      |
| ۱۳۹۱ | دزد و پلیس           | سعید آقاخانی      |
| ۱۳۹۳ | خوب بد زشت           | منوچهر هادی       |
| ۱۳۹۴ | آقا و خانم سنگی      | شاهد احمدلو       |
| ۱۳۹۵ | شهرک جیم             | علی شب خیز        |
| ۱۳۹۶ | سفردرخانه            | بهمن گودرزی       |
| ۱۳۹۹ | بچه محل (عمو پورنگ)  | احمد درویشعلی پور |
| ۱۳۹۹ | کلبه عمو پورنگ       | احمد درویشعلی پور |
| ۱۴۰۰ | وضعیت زرد ۱ (قسمت ۳) | مجید رستگار       |
| ۱۴۰۱ | خداداد               | علی غفاری         |

### برنامه تلویزیونی
| عنوان فیلم    | سال ساخت  | کارگردان                |
| ------------- | --------- | ----------------------- |
| بیست          | ۱۳۸۹      |                         |
| خنده بازار    | ۱۳۹۰      | شهاب عباسی              |
| آشپزی خودمانی |           |                         |
| طهران قدیم    |           |                         |
| بومگرد        | ۱۴۰۱–۱۳۹۹ | تورج کلانتری-امیر منیری |

### شبکه نمایش خانگی
- غربت (۱۴۰۳)
- تی‌ان‌تی (۱۴۰۲)
- نیسان آبی ۲ (۱۴۰۲)
- جوکر۲ (۱۴۰۳)
- شام ایرانی (۱۴۰۳)
- دیو و ماه‌پیشونی۲ (۱۴۰۳)

### تله فیلم
| عنوان تله فیلم    | سال ساخت | کارگردان        |
| ----------------- | -------- | --------------- |
| پسری شبیه بابا    | --       | جهاندخت خادم    |
| در راه خانه عروس  | ۱۳۹۴     | افشین صادقی     |
| سفر مادربزرگ      | ۱۳۹۴     | مسعود رشیدی     |
| همه چیز روبه راهه | ۱۳۸۸     | محمدحجت ذیجودی  |
| روز یلدا شب چله   | ۱۳۸۹     | سیدمجید موسویان |
| کلید ارثیه        | ۱۳۹۲     | علیرضا مظاهری   |
| تایماز موتوری     | ۱۳۹۰     | فرشاد ارج       |
| نردبان چوبی       | ۱۳۹۰     | فرشاد ارج       |
| راز کوچه بن‌بست    | ۱۳۹۳     | امیر حسین ندایی |
| برج میلاد         | ۱۳۸۱     | رضایار خلجی     |
| مرغ تخم طلا       | ۱۳۹۲     | علی آشتیانی     |

### تئاتر

#### نویسندگی در تئاتر
| عنوان تئاتر                   | سال ساخت |
| ----------------------------- | -------- |
| توالت                         | --       |
| اشتباه گرد تنها               | ۱۳۸۳     |
| داری داری داری داری یا نداری؟ | ۱۳۹۷     |

#### بازیگری در تئاتر
| عنوان تئاتر                                                         | سال ساخت |
| ------------------------------------------------------------------- | -------- |
| نمایش خرس                                                           | ۱۳۷۶     |
| بازی خانه                                                           | ۱۳۷۹     |
| پسرک خیال باف                                                       | ۱۳۸۱     |
| اتاق تاریک                                                          | ۱۳۸۹     |
| مکبث                                                                | ۱۳۸۵     |
| بادها برای که می‌وزند بایگانی‌شده در ۸ مارس ۲۰۱۶ توسط Wayback Machine | ۱۳۹۰     |
| مهمانی شام                                                          | ۱۴۰۴     |

#### کارگردانی در تئاتر
| عنوان تئاتر                   | سال ساخت |
| ----------------------------- | -------- |
| توالت                         | --       |
| اشتباه گرد تنها               | ۱۳۸۳     |
| هایلایت                       | ۱۳۹۶     |
| داری داری داری داری یا نداری؟ | ۱۳۹۷     |

## جوایز
- دریافت جایزه رتبه بازیگری دوم زن برای در نمایش بوی دستهای پدربزرگ به کارگردانی مرتضی رستمی از جشنواره منطقه‌ای سمنان
- دریافت جایزه رتبه اول بازیگری برای نمایش بازیخانه به کارگردانی علی ایزدی از جشنواره استان مرکزی و جشنواره منطقه‌ای سمنان
- دریافت جایزه رتبه اول بازیگری از جشنواره دانشجویی منطقه‌ای فجر همدان برای نمایش پسرک خیالباف به کارگردانی آرش سهرابی
- دریافت جایزه رتبه اول بازیگری برای نمایش شوک از جشنواره بین‌المللی تئاتر طنز اصفهان
- جایزه بهترین بازیگر زن برای فیلم بوتاکس (فیلم) از جشنواره بین‌المللی فیلم تورینو سینه‌فِست (ایتالیا)
- جایزه بهترین بازیگر زن برای فیلم بوتاکس (فیلم) از جشنواره بین‌المللی فیلم پکن (چین)